# جوليا شو
جوليا شو (بالإنجليزية: Julia Shaw) هي دراجة بريطانية، ولدت في 28 يوليو 1965 في ويرال في المملكة المتحدة.

## وصلات خارجية
- جوليا شو على موقع أرشيف الدراجات (الإنجليزية)
- جوليا شو على موقع إحصائيات الدراجات الإحترافية (الإنجليزية)
- جوليا شو على موقع نسبة الدراجات (الإنجليزية)
- جوليا شو على موقع اتحاد ألعاب الكومنولث (مؤرشف) (الإنجليزية)